# Walter Karwath
Walter Karwath (* 11. November 1919 in Wien; † 16. März 1986) war Präsident der Österreichischen Buddhistischen Religionsgesellschaft.

## Leben
Er besuchte die Volksschule in Wien, dann zwei Jahre das Kollegium Kalksburg und danach das Akademische Gymnasium in Wien, wo er 1937 maturierte. Danach studierte er Medizin und wurde am 17. Dezember 1942 promoviert. Den Krieg verbrachte er im Sanitätskorps. 1945 folgte die Eröffnung einer ärztlichen Allgemeinpraxis in Wien.
1952 nahm er ein Angebot des indonesischen Gesundheitsdienstes an und arbeitete bis 1955 als Distriktarzt in Borneo und Java. Nach Wien zurückgekehrt eröffnete er 1956 wieder eine ärztliche Praxis, in der er sich großteils mit Akupunktur, Neuraltherapie und psychologischer Therapie beschäftigte.
Von Jugend an gleichermaßen an Naturwissenschaft wie an Philosophie und damit an der Totalität des Lebens interessiert, fand er bei seiner Arbeit in Indonesien zum Buddhismus, der auch in seinem Beruf verwendbare praktische Möglichkeiten der Lebenshilfe und der Erkenntnis bot. Seither war Walter Karwath bemüht, im Abendland Informationen über den Buddhismus und Darlegungen seiner Lehre zu verbreiten und die Vorteile buddhistischer Weltanschauung für den westlichen praktischen Alltag aufzuzeigen. Er erläuterte den Buddhismus als eine Lehre, die dem abendländischen Menschen nicht etwa wesensfremd, sondern sogar wesensgemäßer wäre, da sie dem Erkenntnisdrang entspricht und wissenschaftlichem Denken nicht widerspricht. Der Buddhismus stelle als Alternative zu den Glaubensreligionen eine Bereicherung der abendländischen Kultur dar und könne für eine kommende neue Gesellschaft von größter Bedeutung sein.
Er war seit Jänner 1975 Mitglied des P.E.N. Clubs, seit 1976 Obmann des Vereins der Freunde des buddhistischen Kultur- und Meditationszentrum Scheibbs, seit 1977 Präsident der Österreichischen Buddhistischen Union und seit der staatlichen Anerkennung des Buddhismus in Österreich, am 11. Februar 1983, Präsident der Österreichischen Buddhistischen Religionsgesellschaft.